# Akrom Mamood
Akrom Mamood (thailändisch อัครอม ม่าหมู; * 13. November 2002) ist ein thailändischer Fußballspieler.

## Karriere
Akrom Mamood erlernte das Fußballspielen in der Schulmannschaft der Suankularb-Wittayalai-Schule. Seinen ersten Vertrag unterschrieb er am 1. Juni 2021 beim Satun United FC. Die Mannschaft aus Satun spielte in der dritten Liga, der Thai League 3. Hier trat der Verein in der Southern Region an. Zur Rückrunde 2021/22 wechselte er im Januar 2022 in die zweite Liga. Hier schloss er sich dem Ranong United FC an. Sein Zweitligadebüt für die Mannschaft aus Ranong gab Akrom Mamood am 8. Januar 2022 (18. Spieltag) im Heimspiel gegen den Kasetsart FC. Hier stand er in der Startelf und wurde in der 90. Minute gegen Muhammadburhan Awae ausgewechselt. Das Spiel endete 0:0. Insgesamt bestritt er 16 Ligaspiele für Ranong. Nach der Hinserie 2022/23 wechselte er im Januar 2023 zum Drittligisten Phatthalung FC. Mit dem Klub aus Phatthalung spielte er zehnmal in der Southern Region der Liga. Nach Ende der Saison wechselte er im Juli 2023 zum Drittligaaufsteiger PT Satun FC. Mit dem Verein spielte er siebenmal in der Liga. Im Dezember 2023 wechselte er zum ebenfalls in der Southern Region spielenden Songkhla FC. Am Ende der Saison 2023/24 wurde er mit dem Klub aus Songkhla Meister der Region. In den Aufstiegsspielen zur zweiten Liga konnte man sich jedoch nicht durchsetzen. Im Sommer 2024 wechselte er zum ebenfalls in der Southern Region spielenden FC Yala. Nach einer Spielzeit, in der er 19 Ligaspiele bestritt, wechselte er im Sommer 2025 nach Pattani zum Zweitligaaufsteiger Pattani FC.

## Erfolge
Songkhla FC
- Thai League 3 – South: 2023/24